# 三氟乙酸钾
三氟乙酸钾是钾的三氟乙酸盐，化学式为CF3COOK。它能够形成一种酸式盐KH(CF3COO)2。

## 制备及性质
三氟乙酸钾可由三氟乙酸和氢氧化钾、碳酸钾或碳酸氢钾反应得到。
CF3COOH + KOH → CF3COOK + H2O
它受热可以分解，并于220 °C达到最大分解速率，产物为氟化钾和一些挥发性产物，如CO2、CO、CF3CFO等。